# Mehdi Jdi
Mehdi Jdi (* 13. Dezember 1988) ist ein marokkanischer Tennisspieler.

## Karriere
Jdi spielt hauptsächlich auf der ITF Future Tour und der ATP Challenger Tour in seiner Heimat in Marokko.
2015 kam er in Casablanca beim Grand Prix Hassan II durch eine Wildcard zu seinem einzigen Auftritt auf der ATP World Tour. Mit seinem Partner, dem ehemaligen Weltranglistenersten Maks Mirny, verlor er in der Auftaktrunde gegen Nicolás Almagro und Guillermo García López mit 2:6, 4:6.
Er bestritt 2015 ein Match für die marokkanische Davis-Cup-Mannschaft, das er verlor.